# Clonia minuta
Clonia minuta is een rechtvleugelig insect uit de familie sabelsprinkhanen (Tettigoniidae). De wetenschappelijke naam van deze soort is voor het eerst geldig gepubliceerd in 1842 door Haan.
1. ↑  (en) Clonia minuta op de IUCN Red List of Threatened Species.